# عبد العزيز لافال
عبد العزيز لافال (بالإنجليزية: Abdulaziz Laval)‏ هو لاعب كرة قدم نيجيري في مركز الوسط، ولد في 20 ديسمبر 1992 في نيجيريا. لعب مع نادي نافتان نوفوبولوتسك.

## وصلات خارجية
- عبد العزيز لافال على موقع قاعدة بيانات كرة القدم.إي يو (الإنجليزية)
- عبد العزيز لافال على موقع Soccerway.com (الإنجليزية)